# ブロッコリー (企業)
株式会社ブロッコリー（英: BROCCOLI Co., Ltd.）は、コンピュータゲームソフト、トレーディングカードゲーム、キャラクターグッズの企画、製作を行う日本の企業。株式会社ハピネットの連結子会社。
以前はキャラクターグッズ販売店「ゲーマーズ」を展開していた。

## 概要
かつて山一證券に勤務していた木谷高明が、趣味が高じて設立した会社である。設立当初はコスプレダンスパーティー「コスパ」と、同人誌即売会「コミックキャッスル」の運営が主な事業だったが、小売店舗ゲーマーズの展開とともにキャラクタービジネスに軸足を移していった。やがて自社内でアニメやゲームの企画を行うようになり、『デ・ジ・キャラット』『ギャラクシーエンジェル』『アクエリアンエイジ』などのヒット作品を出した。こうした作品をアニメ化またはゲーム化、あるいはゲーマーズのマスコットキャラクター『G.G.F.』を立ち上げるにあたって、一般公募による声優オーディションを行なっており、合格者が同社の作品でデビューを果たし、その後大成する者が多く、真田アサミ、沢城みゆき、新谷良子、後藤沙緒里、井口裕香、阿澄佳奈らを輩出している。オリジナルキャラクターがメインで版権負担がほとんどないため、利益率は高かった。その中でも特にずば抜けて利益率の高いトレーディングカードに注力するようになる。
上記のヒット作には恵まれたものの、急激な店舗網の拡大による費用負担や、度重なる人気の読み違いによる売れ残り在庫の拡大などで年々赤字がかさむようになった。
2003年にはタカラ傘下に入り経営の立て直しを行うこととなる。2005年4月下旬にガンホー・オンライン・エンターテイメントとの提携を発表。加えて、タカラがコナミ傘下からインデックス傘下に移った上、トミーとの合併が決まったことで、こうした関連企業との連携によってさらなる展開・業績の回復が見られるのではと予想されていた。
しかし、不採算店の閉店や不良在庫の減損処理が遅々として進まず、同年10月に約3億円の債務超過に陥ったことが発表され、遂に会社存続に赤信号が点ることとなる。特に利益率の高いトレーディングカードは人気が落ちれば単なる紙くずにしかならず、減損会計の導入で逆に大きく足を引っ張ることになった。タカラも合併までに採算が取れないグループ企業の整理・再編を進めていたため、保有株式の全てを、10月にガンホーに、更に11月にはガンホー会長である孫泰蔵が代表を務めるアジアングルーヴなどに売却。事実上タカラ傘下からガンホー及び系列企業の支配下に入り、ガンホー及び関連のあるソフトバンクグループの影響下の元で経営再建を図ることとなった。さらに外資ファンドから資金を得て財務問題は解消された。2007年、創業者の木谷は退社してトレーディングカード事業中心の新会社『ブシロード』を立ち上げた。
2007年2月期連結決算は黒字転換した。さらに新社長体制後、事業部は開発と販売部門にわかれ、コスト意識を持たせている。また、黒字定着を1つの目的に、特別に高い売り上げを誇るフラッグシップ店舗である秋葉原本店は2008年に拡張を行ったが、1年ほどで拡張以前の状態へと再びリニューアルした。
また2008年には競合店運営のアニメイトと資本・業務提携を締結、新店舗の共同出店や既存店運営の相互協力、新商品の共同開発、物流システムの効率化を進めていくと発表した。この業務提携の背景には両社が旗艦店を置く秋葉原や池袋などに店舗を置く大手量販店がアニメ・コミック関連商品を扱うようになり、競争が激化したこと、また男性向け商品に強みを持つブロッコリーと女性向け商品に強みを持つアニメイトの互いの顧客層の相互補完が可能という狙いがある。
2008年4月、一部報道により、再度の赤字転落（7000万円程度）、役員報酬40%カットなどが報じられた。売り上げは前年比でほぼ20%増で伸びているものの、薄利商品の増加で利益に結びつかない、遅々としていた店舗再編のコストが重なった、海外版権収入の不振、等の理由が重複した結果であるようだ。2009年2月期の決算は売上高が95億5400万円（前年同期比0.6%減）、営業損失は3億3900万円、経常損失は3億4500万円、当期純損失は2億8800万円の通期3期連続最終赤字となった。
2011年3月、成長性の低い小売事業からの撤退を発表した。「アニブロゲーマーズ」16店舗と通販サイトは6月1日付でアニメイトに譲渡。
2011年7月、5年ぶりに第一上半期の決算が黒字となった。それに伴い、新たにクリエーターと外販の営業部員を募集した。
以前からテレビ東京系のアニメのスポンサーに多く就いており、「ベイブレード」関連商品の販売を行ったこともある。その他、名古屋テレビ放送のテレビアニメ「クラッシュギア」シリーズのスポンサーを多岐に渡って務めていた。2013年4月より女性向けゲーム原作のアニメ第2期「うたの☆プリンスさまっ♪ マジLOVE2000%」を放送開始し、2014年1月よりトレーディングカードゲーム原作のアニメ「Z/X IGNITION」を放送開始した。
2016年11月、ハピネットと資本業務提携を締結。この際に第三者割当増資をしたため、アニメイトの出資比率が低下している。
2019年、創業者の木谷が当社退社後に起業したブシロードが当社株式の3.89%を取得して第三位株主となる。
2020年11月27日、ブシロードとの間で資本業務提携を締結することが発表された。
2023年4月14日、筆頭株主のハピネットが当社に対し株式公開買付け（TOB）を実施すると発表した。同年6月20日付でハピネットが親会社となった。同年9月26日付で株式は上場廃止となった。

## 沿革
- 1994年（平成6年）
  - 3月 - 会社設立。
  - 6月 - 第1回コミックキャッスル開催。
  - 10月 - 東京・芝浦のディスコGoldにて第1回のコスパとなる「コスパ in Gold」を開催。
- 1996年（平成8年）7月 - ゲーマーズ1号店を東京・池袋にオープン（2006年1月15日に閉店）。その後も各地に店舗を展開していく。
- 1998年（平成10年）7月 - 無料配布情報誌「フロムゲーマーズ」創刊。イメージキャラクター「デ・ジ・キャラット」誕生。
- 1999年（平成11年）
  - 3月 - 株式の額面変更のため、休眠会社を買収し合併。
  - 6月 - コミックキャッスル終了。
  - 7月 - トレーディングカードゲーム「アクエリアンエイジ」発売。
  - 11月 - 東京・秋葉原中央通り沿いにゲーマーズ本店を開店。当時は「でじこビル」と呼ばれていた。（2003年4月移転）
  - 11月 - TBS系列でテレビアニメ「Di Gi Charat」（ワンダフル版）放送開始。
- 2000年（平成12年）9月 - 「Project G.A.」（後のギャラクシーエンジェル）発表。
- 2001年（平成13年）
  - 2月 - Jリーグ・湘南ベルマーレのスポンサーになる。公式戦用プラクティスシャツにデ・ジ・キャラットのロゴが採用される。
  - 4月 - CS放送アニマックスにて「ゲーマーズエクスプレス」放送開始、同番組枠内にてテレビアニメ「ギャラクシーエンジェル」放送開始。その後もテレビ東京系列で4度にわたり放映。
  - 5月 - コスパ終了。
  - 9月 - JASDAQにマーケットメイク銘柄として上場。
  - 11月 - ブロッコリー音楽出版設立。同時にバンダイビジュアルと音楽ソフト販売委託などの戦略提携を締結。
- 2002年（平成14年）
  - 1月 - ゲーマーズ・ガーディアン・フェアリーズ （G.G.F.） 発表。
  - 3月 - アメリカに現地法人・BROCCOLI INTERNATIONAL USA, INC. を設立。
- 2003年（平成15年）11月 - タカラに対し第三者割当増資を実施、これによりタカラの子会社となる。木谷社長はタカラに持ち株の一部を売却し、その代金をブロッコリーに贈与せざるをえない事態に追い込まれた。
- 2005年（平成17年）
  - 4月 - ガンホー・オンライン・エンターテイメント、ヘッドロックと提携し、MMORPG『エミル・クロニクル・オンライン』の製作を発表。
  - 5月 - 新たに吉田眞市代表取締役社長が就任。木谷前社長は代表取締役会長兼最高開発責任者に変更。
  - 7月 - 全日本プロレスの興業にて菊タローのスポンサーとなる。
  - 10月 - 8月末に約3億円の債務超過に陥った事と期中にそれを解消する術がない事を発表、後日に2006年2月期見通しでは約9億円の赤字になる恐れがあると発表された。
  - 10月 - 「CROSS WORLD 見知らぬ空のエターティア」発売。
  - 10月 - コミックキャッスル2005開催（ただし、ブロッコリーは表向きは協賛のみ）。
  - 11月 - タカラがブロッコリー株19.5%（380万株）をガンホー・オンライン・エンターテイメントに売却、残りの保有株式もアジアングルーヴと傘下の投資事業組合に全て売却。これによりガンホーが筆頭株主となり、ガンホー・アジアングルーヴ連合の持分合計が51.8%となる。
- 2006年（平成18年）
  - 1月 - ドイツ・LGTリヒテンシュタイン銀行が1年間の契約でアジアングルーヴの持株を借り入れる形でブロッコリー株式12.8%を取得、第2位の株主になったことが明らかになる。またガンホー関連企業のデジタルアドベンチャーも投資事業組合から株式譲渡を受け第4位の株主になる。
  - 2月 - 債務超過を解消するために、債務株式化 (DES) による約26億円の第三者割当増資を実施。これに先立ちタカラからの借入金を、ガンホーに出資するファンドへ移す。
  - 6月 - 「ギャラクシーエンジェル」第2弾、「ギャラクシーエンジェルII 絶対領域の扉」発売。
  - 10月 - 木谷会長から代表権が返上される。役職が取締役会長兼最高開発責任者となり、経営の一線から退く事となった。
  - 10月 - 「ギャラクシーエンジェルII」の地上波アニメ化作品「ギャラクシーエンジェる〜ん」が放送開始。
  - 10月 - デジタルアドベンチャーグループと業務提携により、携帯公式サイト「GAMERS mobile」がオープンする。
- 2007年（平成19年）
  - 4月 - 5期ぶりの黒字決算を達成。それと同時に吉田社長が退任し、後任に上田陽史マーケティング部営業企画部部長が昇格する人事を発表。また木谷会長の取締役辞任も発表された。
  - 5月 - ギャラクシーエンジェルIIルーンエンジェル隊サードコンサートにて木谷がブロッコリー退社を表明。
  - 9月 - 安倍晋三が総理大臣辞任を突如発表後、次期総理に漫画好きで知られる麻生太郎元外務大臣へバトンタッチかという噂により3時間で株価が91円から157円まで値上がった。
  - 10月 - アクエリアンエイジの実写映画企画を発表した。2008年公開予定。ミュージカル・テニスの王子様等で活躍する俳優が登場する。アリス九號が主題歌を担当する。
- 2008年（平成20年）
  - 1月 - ゲーマーズの競合店を運営するアニメイトと業務・資本提携を締結、アニメイトがデジタルアドベンチャーの保有する全株式を取得し主要株主になると共に、合弁会社「株式会社アニブロ」を設立、新ブランドでの店舗の共同展開や商品開発・システムの効率化を行うと発表。
  - 3月 - アニブロゲーマーズ一号店を池袋に開店。
  - 4月 - 秋葉原本店を「AKIHABARAゲーマーズ」として改名（本店としての位置付けは変わらず）。アニブロゲーマーズ二号店を名古屋に開店（旧ゲーマーズ名古屋店）。
  - 5月 - アニブロゲーマーズ三号店を町田に開店（旧ゲーマーズ町田店）。アニブロゲーマーズ四号店をなんばに開店（旧ゲーマーズなんば店）。
  - 7月 - AKIHABARAゲーマーズが店舗拡張し、アニブロゲーマーズとしてリニューアルオープン。
  - 8月 - ゲーマーズの大半の店舗をアニブロゲーマーズに業態変更すると発表。また金沢店・高松店を閉店。
- 2009年（平成21年）
  - 1月 - ゲーマーズ岡山店を閉店
  - 8月 - ゲーマーズ津田沼店開店
- 2010年（平成22年）
  - 5月28日 - 上田陽史代表取締役社長が退任し、森田知冶エンターテイメント第二事業部長が代表取締役社長に就任。
  - 6月24日 - 乙女ゲーム初参入となる「うたの☆プリンスさまっ♪」シリーズの第1作発売。
- 2011年（平成23年）
  - 3月30日 - 小売事業からの撤退を発表。
  - 6月1日 - 「アニブロゲーマーズ」16店舗と通販サイトをアニメイトに譲渡。
- 2012年（平成24年）7月 - トレーディングカードゲーム「Z/X」（ゼクス）発売。
- 2013年（平成24年）11月 - フィギュア事業にメーカーとして初参入となる「すーぱーそに子 歯みがきVer. 」が発売。
- 2014年（平成26年）1月 - トレーディングカードゲーム「Z/X」の地上波アニメ化作品「Z/X IGNITION」が放送開始。
- 2015年（平成27年）12月 - 株式会社ハピネットと資本業務提携。
- 2020年（令和2年）11月 - 株式会社ブシロードと資本業務提携。
- 2021年（令和3年）12月 - 株式会社LANTERN ROOMSを吸収合併。
- 2023年（令和5年）
  - 6月 - 株式会社ハピネットが株式公開買付けにより、議決権所有割合ベースで77.92%の株式を取得し、親会社となる[8]。
  - 9月26日 - 東京証券取引所スタンダード市場上場廃止[9]。

## 事業所
- 本社：東京都練馬区豊玉北5丁目14番6号 新練馬ビル
- 池袋事業所：東京都豊島区南池袋3丁目13番5号 池袋サザンプレイス5階
- 練馬高野台事業所・物流センター：東京都練馬区高野台2丁目14番1号

## 歴代社長
| 代 | 氏名     | 就任年月  | 退任年月  |
| -- | -------- | --------- | --------- |
| 1  | 木谷高明 | 1994年3月 | 2005年5月 |
| 2  | 吉田眞市 | 2005年5月 | 2007年4月 |
| 3  | 上田陽史 | 2007年4月 | 2010年5月 |
| 4  | 森田知冶 | 2010年5月 | 2018年5月 |
| 5  | 高橋善之 | 2018年5月 | 2022年5月 |
| 6  | 鈴木恵喜 | 2022年5月 | 現任      |

## おもな企画

### 中核コンテンツ
- デ・ジ・キャラット
  - ウィンターガーデン
- アクエリアンエイジ
- ギャラクシーエンジェルシリーズ
  - ギャラクシーエンジェル
  - ギャラクシーエンジェルII

### トレーディングカードゲーム
- ディメンション・ゼロ
- リセ
- ラグナロクオンラインカードゲーム
- ランブリングエンジェル
- プロジェクト レヴォリューション
- モンスターコレクション
- Z/X（ゼクス）

### コンピュータゲーム
- プリズムパレット
- プリンセスコンチェルト
- ファーストKiss☆物語II 〜あなたがいるから〜
- CROSS WORLD 見知らぬ空のエターティア
- エミル・クロニクル・オンライン
- 新世紀エヴァンゲリオン
  - 鋼鉄のガールフレンド2nd（PS2版）
  - 綾波育成計画withアスカ補完計画
  - 名探偵エヴァンゲリオン
  - 新世紀エヴァンゲリオン バトルオーケストラ
- Sweetsブランド作品
  - Gift -prism-
  - 水夏A.S+ Eternal Name
  - 最終試験くじら -Alive-
  - D.C.the Origin
  - true tears（PS2版）
- La'crymaブランド作品（CIRCUSとの共同制作）
  - true tears
  - 空を飛ぶ、3つの方法。
  - 空を飛ぶ、7つ目の魔法。
  - fortissimo//Akkord:Bsusvier
- ゲームブックDS
  - ソード・ワールド2.0
  - 鋼殻のレギオス
  - アクエリアンエイジ
- うたの☆プリンスさまっ♪
- 明治東亰恋伽
- 神々の悪戯
- ジャックジャンヌ

### アニメーション
- サイキックフォース（1998年、OVA版、企画・製作）
- シスター♥プリンセス（2001年、製作）
- ぴたテン（2002年、製作）
- MOUSE（2003年、製作）
- R.O.D -THE TV-（2003年、製作協力）
- かみちゅ!（2005年、音楽協力）
- Canvas2 〜虹色のスケッチ〜（2005年、音楽制作）
- Gift 〜ギフト〜 eternal rainbow（2006年、制作協力）
- ムシウタ（2007年、音楽制作）
- H2O -FOOTPRINTS IN THE SAND-（2008年、製作・音楽制作）

### その他
- ゲーマーズ・ガーディアン・フェアリーズ
- 熱風海陸ブシロード
- Broccoli The Live
- コミデジ+
  - コミデジコミックス
- b-fairy records

### ライブ

#### Broccoli The Live 〜デ・ジ・キャラット&エンジェル隊コンサート in 横浜アリーナ
- 開催日：2002年10月27日
- 会場：横浜アリーナ

出演者
- 真田アサミ
- 氷上恭子
- 沢城みゆき
- 鳥海浩輔
- 鈴木千尋
- サエキトモ
- 新谷良子
- 田村ゆかり
- かないみか
- 山口眞弓
- ゲスト
  - 榎本温子
  - 小桜エツ子
  - 内藤玲
  - 森訓久
  - 藤原啓治
  - 陶山章央
  - 吉野裕行
  - 保村真
  - Funta
- スペシャルゲスト
  - 飯島真理
  - 高橋洋子

#### BROCCOLI THE LIVE II in 大宮ソニックシティ
- 開催日：2003年5月5日
- 会場：大宮ソニックシティ

出演者
- P・K・O
  - 鳥海浩輔
  - 鈴木千尋
  - サエキトモ
- 真田アサミ
- 高橋洋子
- G.G.F.
  - 近藤佳奈子
  - 廣田詩夢
  - 中山恵里奈
  - 門田幸子
  - 杉本紗貴子
  - 竹中愛子
  - 後藤沙緒里
  - 井口裕香
  - ナカニシマミ
- ゲスト
  - 新谷良子
  - 沢城みゆき
- スペシャルゲスト
  - Prière

#### BROCCOLI THE LIVE III in 大宮ソニックシティ
- 開催日：2003年12月27日
- 会場：大宮ソニックシティ

出演者
- D.U.P.
  - 真田アサミ
  - 氷上恭子
  - 沢城みゆき
- エンジェル隊
  - 新谷良子
  - 沢城みゆき
  - 山口眞弓
  - かないみか
- スペシャルダンサー
  - 森訓久
  - 内藤玲
- らいむ隊
  - 清水愛
  - 音宮つばさ
  - 笹島かほる
  - あおきさやか
  - 相本結香
- G.G.F.
  - 近藤佳奈子
  - 廣田詩夢
  - 中山恵里奈
  - 門田幸子
  - 竹中愛子
  - 杉本紗貴子
  - 後藤沙緒里
  - 井口裕香
  - ナカニシマミ
- ゲスト
  - 野川さくら
  - 橘ゆず

#### BROCCOLI THE LIVE IV in 横浜アリーナ
- 開催日：2004年5月30日
- 会場：横浜アリーナ

出演者
- D.U.P.
  - 真田アサミ
  - 氷上恭子
  - 沢城みゆき
- P・K・O
  - 鳥海浩輔
  - 鈴木千尋
  - サエキトモ
- エンジェル隊
  - 新谷良子
  - 田村ゆかり
  - 沢城みゆき
  - 山口眞弓
  - かないみか
- 榎本温子
- 野川さくら
- 門脇舞
- 伊東隼人
- MIKI
- ゲスト
  - yozuca*
  - rino
  - UNDER17
  - サイキックラバー
  - 橘ゆず
  - 佐藤裕美
- G.G.F.
  - 近藤佳奈子
  - 廣田詩夢
  - 門田幸子
  - 杉本紗貴子
  - 竹中愛子
  - 後藤沙緒里
  - 井口裕香
  - ナカニシマミ
  - 角亜衣子

## レーベル

### b-green
過去に所属していたアーティスト
- NANA
- 榊原ゆい
- 蒼井翔太（2013年 - 2016年2月）